# 別当宣
別当宣（べっとうせん）とは、正式には検非違使別当宣（けびいしべっとうせん）と称し、検非違使別当の口頭命令（宣）を検非違使庁の官人が発給した命令文書のことである。庁宣（ちょうせん）とも。

## 概要
検非違使別当は太政官の議政官の中から天皇によって直接任命された役職で、天皇に直属して天皇及び太政官と検非違使庁との連絡にあたった（従って、検非違使庁を統括するが、検非違使庁の構成員ではない）。そのため、別当宣は天皇の命を奉じて行われる場合もあり、宣旨に準じた書式が用いられ、効力もそれに準じたものであったので権威が高く、別当宣に背いた者は違勅罪に問われることもあった。

## 変遷
平安時代には「被別当宣偁（別当宣を被るに偁（いわ）く））」に始まり、「者（てえり）」で終わり、これに日付及び奉行した検非違使庁の官人の位署が加えられた。
鎌倉時代に入ると、人事関係を除いて書札様による直状形式の別当宣及び別当家の家司による奉書形式の別当宣が用いられるようになった。前者は権門などに対して別当が直に作成した文書であり、後者は神社や庶民に対する命令文書であった。ただし、後者は直接相手に下される訳ではなく、これを受け取った検非違使庁の官人がこれを基に使庁下文を作成して相手側に送付した。このため、こうした使庁下文も「別当宣」と称した。
室町幕府によって京都の市中支配の権限が接収されると、検非違使は完全に形骸化して別当宣が出されることは無くなった。